# Rigs-Italien
 For alternative betydninger, se Italien (flertydig). (Se også artikler, som begynder med Italien)
Rigs-Italien (tysk: Reichsitalien) eller Kongeriget Italien (tysk: Königreich Italien, latin: Regnum Italiae eller Regnum Italicum) var de dele af Italien, der før 1806 hørte under det Tysk-romerske rige.

## Territoriet
I Middelalderen omfattede Rigs-Italien stort set hele Italien.
I 1700-tallet var det kun den nordøstlige del af Italien, der hørte med. De vigtigste stater var Hertugdømmet Savoyen, Hertugdømmet Milano, Hertugdømmet Parma og Piacenza, Hertugdømmerne Modena og Reggio, Storhertugdømmet Toscana, Republikken Genova og Republikken Lucca.

## Mellem Tyskland og Frankrig
I 1700-tallet var det kun Kongedømmet Sardinien, der sendte repræsentanter til den tyske rigsdag. Grunden til dette var, at Savoyen hørte til rigskredsen ved den øvre Rhin.
Fra 1792 til 1809 blev Norditalien erobret af franske tropper. I første omgang blev der oprettet en række franske lydstater, eksempelvis den kortvarige Transpadanske Republik i Milano i 1796-97. Efterhånden blev Nordvestitalien indlemmet i Frankrig, mens Nordøstitalien først blev til Republikken Italien og senere til Kongeriget Italien, hvor Napoleon Bonaparte først var præsident og senere blev konge.
I 1815 blev de nordvestitalienske stater igen selvstændige. I 1861 blev grænseprovinserne afstået til Frankrig, mens resten blev en del af det nye italienske kongerige.

## Mellem Østrig og Italien
En række områder i Nordøstitalien var under Østrigs direkte indflydelse og hørte ikke med til Rigs-Italien i 1700-tallet. Gennem en række krige fra 1859 til 1919 blev området erobret af Italien.
44°N 11°Ø / 44°N 11°Ø